# Fontana dei Grandi Laghi
La fontana dei Grandi Laghi o fontana dello Spirito dei Grandi Laghi è una scultura allegorica realizzata da Lorado Taft, situata nella South Stanley McCormick Memorial Court dell'Art Institute of Chicago, a sud dell'Art Institute of Chicago Building. La statua si trova nella community area del Loop a Chicago, Illinois, negli Stati Uniti. Si tratta di un'opera in bronzo scolpita tra il 1907 ed il 1913. La fontana rappresenta cinque donne, dalle e sulle quali scorre l'acqua, alla stessa maniera in cui essa scorre attraverso i Grandi Laghi tra Stati Uniti e Canada. È da notare come sia recuperata all'interno dell'allegoria anche il reale flusso d'acqua all'interno dei laghi: dai 180 metri s.l.m. del Lago Superiore l'acqua defluisce verso est passando di lago in lago, fino a raggiungere il Lago Ontario e da qui scorrere verso il mare lungo il fiume San Lorenzo. La fontana è riconosciuta come una delle migliori e più famose opere di Lorado Taft.
La fontana venne originariamente installata orientata verso sud, e in tale posizione rimase fino al 1963, quando fu spostata vicino all'addizione della Morton Wing ed orientata verso ovest, nella posizione tutt'oggi occupata dalla scultura. Nella sua collocazione originaria, l'opera era visibile dall'intersenzione tra la Jackson e la Michigan Avenue, conosciuta una volta come il "route center" verso sud. La fontana fu commissionata dal Benjamin Ferguson Fund e su un lato è possibile leggere l'iscrizione B. F. Ferguson Fountain of the Great Lakes. Sul pannello posteriore della fontana è scolpito un rilievo raffigurante lo stesso Benjamin Ferguson, ad oggi non visibile in seguito allo spostamento dell'opera.
In quanto prima commessa da parte del Ferguson Fund, ci furono alcuni ritardi nel reperimento dei fondi. In aggiunta, il contesto giuridico per l'utilizzo del suolo del Grant Park di Chicago era ancora da delineare, in modo tale che anche la commissione andò incontro a ritardi nella scelta dell'ubicazione della statua. Una volta costruita, la fontana ricevette numerosi apprezzamenti, ma anche alcune critiche concernenti il simbolismo dell'opera.

## Contesto storico e urbano

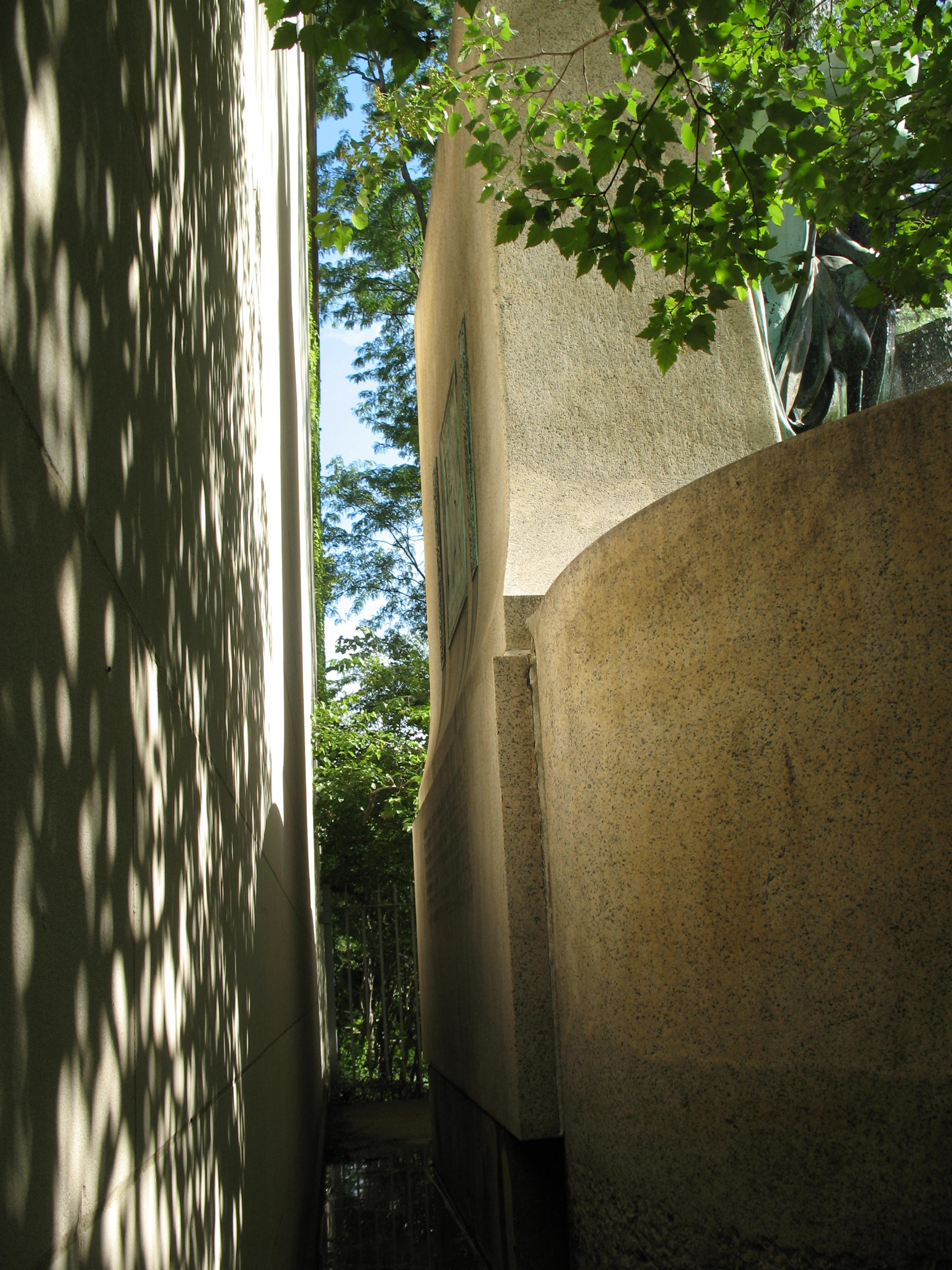
Il retro della fontana con il rilievo dedicato a Benjamin Ferguson, 2007.

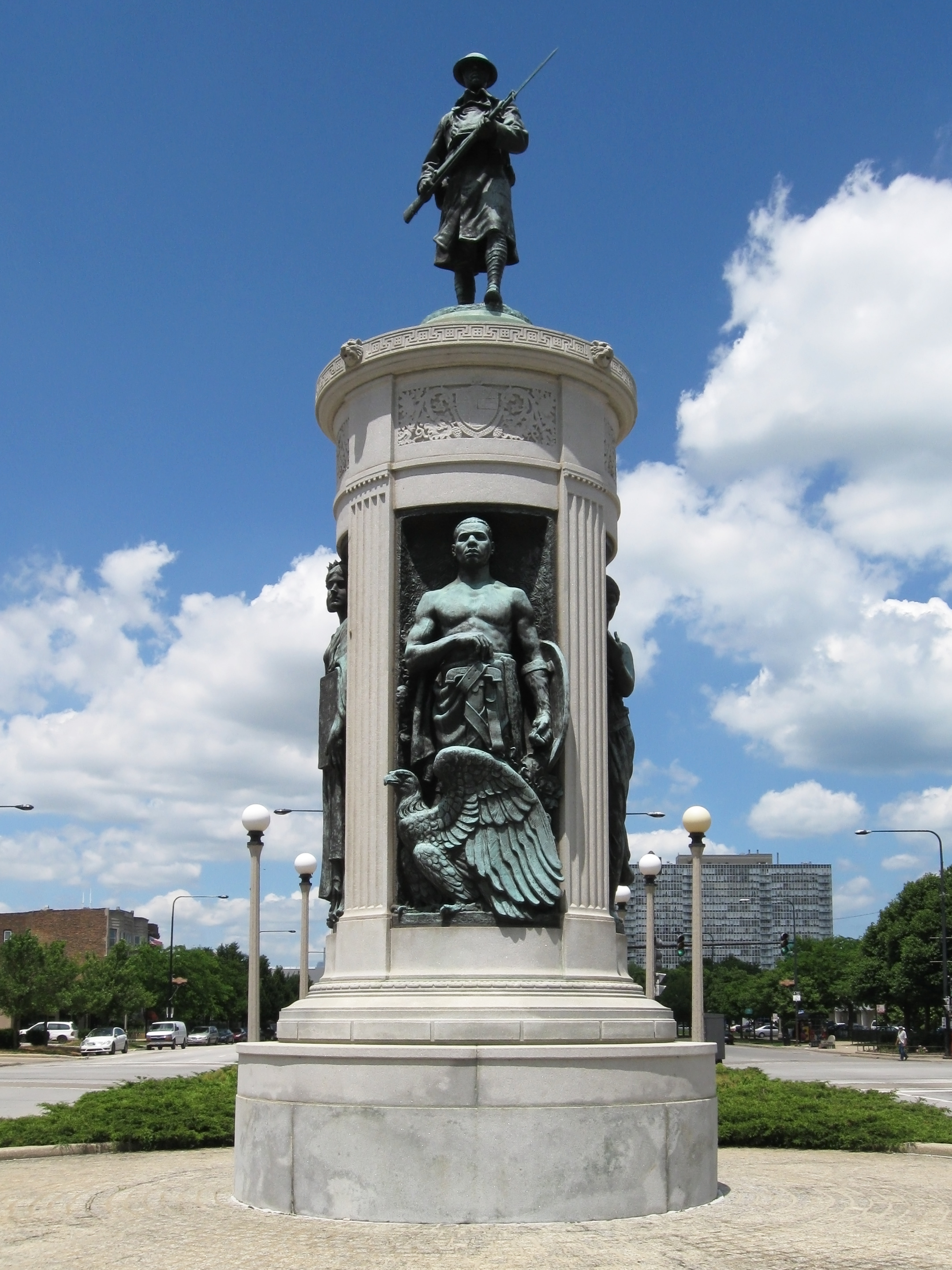
La Fontana dei Grandi Laghi avrebbe potuto essere posizionata all'incrocio tra la 35a Strada e King Drive, dove oggi invece si trova il Monumento alla Vittoria.

Il fondo creato grazie alla donazione di un milione di dollari effettuata nel 1905 da Benjamin Ferguson per commemorare gli eventi della storia americana finanziò la realizzazione della Fontana dei Grandi Laghi e di numerose altre opere pubbliche in Chicago. Quando la città si trovò a dover determinare una politica per l'utilizzo di questi fondi, Taft spinse per la realizzazione di fontane, statue allegoriche, ritratti su busto e per la decorazione dei ponti e degli ingressi ai parchi urbani, al fine di abbellire la città secondo i canoni artistici da lui perseguiti. Dal settembre del 1905 il nome di Taft iniziò ad essere collegato dalla stampa al fondo Ferguson come possibile beneficiario della prima commessa. Tra il 1905 ed il 1906 iniziò inoltre a porre sempre maggior enfasi sul ruolo della scultura all'interno delle classi dove insegnava, allo School of the Art Institute of Chicago.
La fontana costituisce la risposta alle lamentele esposte da Daniel Burnham all'Esposizione Colombiana del 1893, secondo il quale gli scultori, che avevano caricato di orpelli decorativi gli spazi fieristici, avevano fallito nella missione di creare qualcosa in grado di rappresentare le grandi risorse naturali dell'Ovest, ed in particolare dei Grandi Laghi americani. Nella primavera del 1902 Taft aveva assegnato ai propri studenti un tema intitolato Lo Spirito dei Grandi Laghi. Cinque donne avevano realizzato singole figure e le avevano assemblate in un gruppo, disposto su più livelli, su cui avrebbe dovuto scorrere un ipotetico flusso d'acqua proveniente dai recipienti che esse tenevano. Verso la metà di gennaio del 1906, Taft ne realizzò una versione in gesso, che mostrò all'amministratore del Ferguson Fund, Charles L. Hitchinson, nel proprio atelier, i Midway Studios. Verso la fine del mese, l'Art Institute of Chicago mostrò l'opera durante la propria annuale esposizione dei propri lavori; guadagnò ulteriore notorietà in seguito all'esposizione, durata quattro settimane, e vinse il primo premio nella categoria scultura della Chicago Municipal Art League e, insieme ad altri due busti, si aggiudicò la Medaglia della Society of Chicago Artists.
Il presidente della Municipal Art League Exhibition, Mr. William F. Grower, decise di istituire un subcomitato per fornire pubblico sostegno alla fontana e far sì che essa divenisse la prima opera finanziata dal Ferguson Fund Ad ogni modo, anche dopo la richiesta inoltrata dalla probate court agli amministratori del fondo - risalente al 23 maggio 1906 - nessuna commissione giudicatrice fu istituita, in quanto gli stessi si trovavano ancora in dubbio sulla possibilità di richiedere una scultura o un ritratto. In aggiunta a ciò, il Grant Park era, dal 1836, sotto tutela della legislazione cosiddetta "forever open, clear and free", secondo un principio diverse volte confermato dalla Corte Suprema dell'Illinois. Aaron Montgomery Ward citò due volte in causa la città di Chicago per costringerla a rimuovere edifici e strutture dal parco ed esimersi dal costruirne di nuovi. La seconda causa era ancora pendente nel 1906 ed il clima di indecisione legale riguardante la possibilità o meno di poter deliberare per l'effettiva realizzazione di opere all'interno del parco provocò il perdurare di un periodo di stallo. Mentre gli amministratori rimanevano in silenzio, Taft andò in cerca di pubblico sostegno pubblicando un'immagine dello Spirito dei Grandi Laghi sul Century Magazine, che pubblicizzava l'interesse della città di Buffalo, nello Stato di New York, ad ospitare l'opera. Nel febbraio del 1907 anche il Buffalo Illustrated Times pubblicò un'immagine della fontana, anticipando le intenzioni della Beautifying Buffalo Society di riuscire a garantire alla città tale scultura. Entro la fine dell'anno, comunque, Taft ed il Benjamin Ferguson Fund riuscirono a risolvere la questione.
Il 31 ottobre del 1907 il Ferguson Trust Board decise finalmente di incaricare Taft per la realizzazione della fontana e, il 16 dicembre, venne stipulato un contratto da 38.000 dollari per iniziare i lavori: si trattava della prima commessa nella storia del Ferguson Fund. Nonostante la stipula dell'accordo finanziario, ci volle ancora del tempo prima di poter determinare la definitiva collocazione dell'opera. L'ombra della causa di Ward continuava a incombere sulle decisioni del fondo. Una delle proposte prevedeva la sistemazione della fontana nel Grant Park a sud dell'Istituto d'Arte, mentre altre auspicavano l'installazione dell'opera all'incrocio tra la 35ª Strada e il Grand Boulevard (oggi Martin Luther King, Jr. Drive), che oggi ospita il Monumento alla Vittoria, anch'esso incluso nelle liste del Chicago Landmark e del National Register of Historic Places. Il rapporto annuale dell'Art Institute del 1909 riporta addirittura la proposta per la realizzazione di un giardino sommerso dominato da una fontana a sud dell'istituto stesso. Le vicende legali inerenti all'utilizzo del territorio iniziarono ad essere oggetto di ancora maggiore controversia durante il 1910 e di conseguenza si iniziarono a prevedere anche piani di ripiego, in cui la fontana sarebbe risultata installata pressoché in aderenza al muro meridionale dell'Art Institute of Chicago Building. Per alcuni anni a seguire, Lorado Taft si concentrò su altre opere, lasciando meno spazio alla realizzazione della fontana, fino a quando, nel maggio del 1913, il modello della scultura non venne smontato e portato nella fonderia di Jules Berchem per essere riassemblato e riprodotto in bronzo; Shepley, Rutan e Coolidge curarono invece la realizzazione del basamento della fontana. L'opera venne finalmente assemblata verso la metà di agosto, in attesa della cerimonia di inaugurazione, svoltasi il 9 settembre 1913.
Nel 1963, conseguentemente alla costruzione della nuova ala Morton nell'Art Institute of Chicago Building, la fontana dovette essere rimossa dalla propria privilegiata collocazione originaria: da rivolta verso sud e vicina all'edificio originale, fu trasferita in prossimità del muro occidentale della nuova ala, rivolta ad ovest. L'opera fu collocata in maniera tale che la placca posteriore - sulla quale si legge che fund must be used for erecting and maintaining enduring statuary and monuments - non sia oggi praticamente visibile.
Lorado Taft è al giorno d'oggi ricordato più per le sue opere letterarie, come la sua The History of American Sculpture del 1903, considerata la prima opera completa riguardante la storia della scultura americana. Ciononostante, in vita era molto famoso anche per i suoi ritratti scultorei e per le grandi sculture allegoriche, di cui la Fontana dei Grandi Laghi è uno dei migliori esempi. L'opera risale al periodo successivo all'assegnazione della commessa per la realizzazione di sculture per l'Horticultural Building, costruito nel 1893 da William Le Baron Jenney per l'Expo di Chicago. Durante questo periodo Taft aveva disegnato numerose opere pubbliche su vasta scala, tra cui la Fontana del Tempo.
Al momento dell'inaugurazione, Taft descrisse la decisione della commissione del Ferguson Fund di procedere alla realizzazione della Fontana come un punto di svolta nella propria carriera, che procurò all'artista molta pubblicità, un maggior numero di commesse e una crescente notorietà all'interno della comunità: fattori questi che, combinati, gli permisero di poter proferire un impegno ancora maggiore nella propria ricerca artistica. Taft sperava che la Fontana dei Grandi Laghi avrebbe segnato l'inizio di una nuova era di abbellimento civico e sancito la nascita di una scuola di Chicago anche nel campo della scultura. Il sogno di una Chicago centro mondiale della scultura era stato accarezzato già durante l'Expo del 1893 ed aveva nuovamente preso piede dopo il lascito Ferguson. La Fontana dei Grandi Laghi è sicuramente ascrivibile tra le opere maggiori di Lorado Taft, e fu quella che per prima gli permise di elevarsi sopra al livello di semplice ritrattista.

## Responso della critica
L'opinione generale al riguardo della Fontana dei Grandi Laghi è positiva, soprattutto per il contributo fornito da questa e da Taft al patrimonio artistico e culturale della città di Chicago. La principale critica avanzata dai detrattori è l'appartenenza della statua a un vecchio modo di fare scultura: le accuse, in particolare, vertono sulla confusione presente nell'opera e sull'eccessiva decorazione. Una delle principali critiche avanzata dai detrattori riguarda l'appropriatezza del simbolismo rappresentato dalle figure bronzee, immaginate come corpi d'acqua. Si è a lungo discusso su come le personificazioni dei laghi avrebbero potuto rappresentare meglio sia il reale fluire delle acque che l'orientamento e la forma dei laghi a cui si riferiscono. Harriet Monroe, generalmente vicino al gusto artistico di Taft, si dichiarò indispettito dalla mancanza sia di una corrispondenza geografica tra laghi e figure, sia dell'incapacità da parte dell'autore di cogliere lo spirito di questi laghi come mari interni.